# Norma Loy
Norma Loy est un groupe de cold wave français, formé en 1981 et originaire de Dijon (Côte-d'Or). 

## Biographie
Norma Loy naît à l'hiver 1981, à Dijon, de longues et passionnées conversations nocturnes entre musiciens dijonnais, Michel Lecamp, dit alors Wilko et originaire de Troyes, Christine Martin, et Michel Pourcelot, alias Michel P., dans un café enfumé, ouvert 24h sur 24, rempli de légionnaires et de zonards divers. Les deux premiers étaient membres de, notamment, Les Partners et les Mesquins. Michel P, qui vient de la scène dijonnaise née fin 1976, joue dans Alice et les Pickpockets et collabore avec Christian "DZ" Dezert (DZ Lectric, European Korps, NN End, les Garçons Sauvages). Pour Michel Lecamp (claviers), Christine Martin (batterie) et Michel Pourcelot (guitare) se pose alors le problème crucial du chanteur. Michel Lecamp pense immédiatement à celui avec qui il travaille depuis des années, Manuel Calmes, bien que ce dernier, originaire de Troyes comme lui, soit installé à Paris.  L'alchimie est immédiate entre les quatre membres du groupe qui constitue rapidement son répertoire. Les principales influences proviennent du mouvement post-punk comme Joy Division ainsi que de formations telles que Suicide, Throbbing Gristle, Cabaret Voltaire, Tuxedo Moon, Fad Gadget, Can, Residents, les groupes de la No Wave et ceux révélés par Target Video, sans oublier les classiques comme le Velvet Underground et les Stooges. Esthétiquement, tous se retrouvent par exemple dans les films expressionnistes allemands et le cinéma underground (Lynch, John Waters, etc.). Leur ambition est alors d'associer le plus de formes d'art possibles (Gesamtkunstwerk), dont la musique, le graphisme et la photo. Le nom du groupe est provisoirement "The Unholy Three", une proposition de Michel "Usher" Lecamp. Il devient Norma Loy, par accident, en mai 1982, alors qu'il était originellement Myrna Loy (une actrice de film noir, genre apprécié du membre du groupe, dont le patronyme est proche de celui de l'artiste Mina Loy, compagne d'Arthur Cravan).
Un premier titre, Crazy Soul, apparaît, début 1982, sur la cassette "Les Electriques", une compilation, réalisée par Christian DZ et Michel Pourcelot, et incluse dans le fanzine multimedia Style Productions. A l'occasion d'une interview, le groupe se lie avec le fanzine New Wave au début de la même année, Manuel "Chelsea" Calmes et Michel "P" Pourcelot contribuant au fanzine en amenant photos et textes. Les deux animateurs de New Wave décident alors de manager le groupe. A la fin de l'été 1982, Michel Pourcelot, aspirant à plus de radicalité musicale et à moins de proximité avec les influences, quitte le groupe, qui intègre peu après la bassiste Anne-Françoise Bailly, juste avant l'enregistrement du premier EP, sorti au printemps 1983, sur le label du fanzine, New Wave Records, créé en mai 1983.
La formation de Norma Loy va continuer à varier, seul le noyau constitué par Michel Anthon « Usher » Shield et Manuel Chelsea (aka Reed 013), perdurant. Amis d'enfance, Michel Lecamp et Manuel Calmes se sont rencontrés à Troyes, en 1977, et, ensemble, ont formé les groupes Metal Radiant, puis Coit Bergman, mêlant électronique, influences punks et performances. En 1984, Norma Loy décide de fonder son propre label, CPM Records. En 1986, il joue avec Fovea et Sumako Koseki. L'album Attitudes sort en 1991. Un successeur, « de nature très rock », est annoncé mais jamais publié. Seuls certains morceaux seront publiés dans l'album Baphomet. Les années 1991 et 1992 donnent lieu à de nombreux changements de formation, avant que Norma Loy ne décide de suspendre ses activités en 1993.
Un premier nouveau souffle est aperçu en 2006 « La performance que nous avons effectuée au festival Dark Omen (21/22 juillet 2006) nous a rassurés sur la pertinence de cette reformation, restait la ligne à adopter pour Un/Real et les moyens qui devaient être mis en œuvre pour le faire exister », explique alors Chelsea. En 2009, après plus de quinze ans sans nouvel album, Norma Loy publie Un\Real. Pendant la tournée le suivant, le groupe joue des morceaux de son prochain album à paraître, Baphomet. En 2011, le groupe remet son site Web en ligne avec notamment de nombreuses images et vidéos (en février 2018, le site Web n'est plus disponible). En 2016, le groupe annonce la sortie d'un nouvel album, intitulé Baphomet. L'album est mixé à Bruxelles, en Belgique, par Paul Fiction, « ce qui a donné lieu à d’épiques chats quotidiens afin d’obtenir la coloration que nous souhaitions », explique Chelsea. En 2016 toujours, la formation comprend Anthon, Chelsea, Hervé Scavonne (basse), Mika Chrome (guitare), Guillaume Labaume (batterie) et Helène (danse Buto). Le 17 décembre 2016, le groupe donne un concert avec le groupe Prague in Love à Lyon.

## Style musical
Les claviers et les sonorités électroniques sont prédominants et des effets  souvent appliqués sur les voix (1964 Shadows). La basse, pilier instrumental dans la cold wave, est également très présente (Power of Spirit). Les guitares sont plutôt rares, sans être totalement absentes. Enfin, le groupe a parfois recours à divers instruments acoustiques comme le saxophone et le piano. Les rythmes, caractéristiques de la cold wave, sont assez lents. La richesse musicale vient de la façon dont les diverses sonorités, synthétiques et naturelles, s'entrelacent et se mélangent. Le chant est en anglais, sauf lorsque le groupe rend hommage à Édith Piaf (L'Homme à la moto). 

## Discographie

### Albums studio
- 1984 : Passages Piratages / Zone Tension (cassette, CPM Records)
- 1986 : Rewind / T-Vision (Divine)
- 1987 : Live at Atheneum 87 (album live, CPM Records)
- 1988 : Sacrifice (Just'In Distribution)
- 1990 : Rebirth (Just'In Distribution, Eurobond Records)
- 1991 : Attitudes (Déclic Communication)
- 2009 : Un/Real (Infrastition)
- 2016 : Baphomet (Unknown Pleasures Records)

### Singles et EP
- 1983 : Romance (New Wave Records, Stechak)
- 1984 : Psychic Altercation (CPM Records)
- 1988 : L'Homme à la moto (Just'In Distribution)
- 1988 : Power of Spirit (12", promo)
- 1990 : Heart of the Sun (Déclic Communication)
- 2011 : (I Hate Your) Heroin (BEKO DSL)